# Speed Pop (álbum de Glay)
Speed Pop es el segundo álbum de la banda japonesa GLAY. Fue lanzado el 3 de marzo de 1995, y alcanzó el puesto #8 en el ranking de Oricon, con 320 150 copias vendidas.

## Lista de canciones
1. "Speed Pop (Introduction)"
2. "Happy Swing"
3. "Kanojo no "Modern..." (彼女の "Modern…"?)"
4. "Zutto Futari de... (ずっと2人で…)"
5. "Love Slave"
6. "Regret"
7. "Innocence"
8. "Freeze My Love"
9. "Manatsu no Tobira (真夏の扉)"
10. "Life ~Touii Kara no Shita de~ (Life ～遠い空の下で～)"
11. "Junk Art"
12. "Rain"